# Préférendum
Pour le mode de scrutin, voir preferendum.
En biologie et écologie, un préférendum ou preferendum (emprunté au latin praeferendum,  « ce qui doit être préféré ») désigne la valeur d'une variable ou d'un gradient, notamment la température, pour laquelle un organisme vivant, ou plus généralement une espèce, peut atteindre son développement optimum,.
Le préférendum s'inscrit dans un intervalle de tolérance, c'est-à-dire une gamme de valeurs à l'intérieur de laquelle un organisme peut se développer sans se trouver dans des conditions létales pour la ou les variables considérées. Un préférendum « étroit » caractérise une niche écologique. Un organisme caractérisé par un préférendum étroit  pour l'ensemble des facteurs écologiques est dit «  sténœcique ». Un organisme présentant une grande tolérance, sans préférendum marqué, et donc susceptible de s'adapter à des conditions variables, est dit « ubiquiste ».
Les variables qui constituent des facteurs écologiques sont diverses et peuvent être biotiques ou abiotiques : température, éclairement,  photopériode, humidité, pression (pour les organismes aquatiques), salinité, facteurs édaphiques (texture du sol, porosité, pH, etc.), facteurs trophiques d'origine biotique, etc.